# Inulin
Az inulinok természetben előforduló poliszacharidok, melyek számos növényfajban megtalálhatóak. Nevét az örménygyökér (Inula helenium) latin nemzetségneve után kapta.
Az élelmi rostok fruktán csoportjába sorolják. A növényekben energiatároló funkciója van és általában a gyökérben vagy a rizómában halmozódik fel. Azok a növények, amelyek inulint raktároznak, általában nem tartalmaznak keményítőt.

## Kémia
Az inulinok polimerek, melyek fruktózegységekből állnak össze és csak végződéseiken tartalmaznak glükózt. A fruktózegységek béta-(2-1) glikozidos kötéssel kapcsolódnak egymáshoz.
A növényi inulinok általában 20 és több ezer közötti fruktózegységből állnak. A kisebb molekulákat frukto-oligoszacharidoknak (FOS) nevezik, legegyszerűbb képviselőjük az 1-kesztóz, amely 2 fruktóz és 1 glükóz egységet tartalmaz.
Az inulinokat a következő módon nevezik el: ahol n a fruktózegységek száma, és py a piranozil rövidítése:
- Inulinok terminális glükózzal:

alfa-D-glükopiranozil-[béta-D-fruktofuranozil](n-1)-D-fruktofuranozidok, röviden: GpyFn.
- Inulinok terminális glükóz nélkül:

béta-D-fruktopiranozil-[D-fruktofuranozil](n-1)-D-fruktofuranozidok, röviden: FpyFn.
Az inulinok hidrolízisével frukto-oligoszacharidok keletkezhetnek, melyek polimerizációs foka ≤ 10.

## Hatásai
Az emberi ptialin és amiláz enzimek az inulinokat nem képesek lebontani, csak a keményítőket.
Az inulin tehát bontatlanul halad át az emésztőrendszeren. A vastagbél baktériumflórája kezdi bontani, ez pedig táplálja a szimbionta anaerob bélbaktériumokat. Ez jelentős mennyiségű CO2-, hidrogén- és metántermelődéssel jár, emiatt az inulintartalmú élelmiszerek flatulenciát (bélgázképződést, szelet, puffadást) okozhatnak.
Fruktóz felszívódási zavarban szenvedő betegek számára egészségügyi kockázatot jelent az inulin fogyasztása.

## Természetes inulinforrások
Inulinban gazdag növények:
- csicsóka (Helianthus tuberosus). A csicsóka minden más hasonló növénynél több, 14–16% inulint tartalmaz.[2]
- örménygyökér (Inula helenium)
- gyermekláncfű (Taraxacum officinale)
- cikória (Cichorium intybus)
- vöröshagyma (Allium cepa)
- fokhagyma (Allium sativum)
- közönséges bojtorján (Arctium lappa)
- jamszgyökér (Dioscorea spp.)
- agávé (Agave spp.)
- yacon (Smallanthus sonchifolius spp.)
- jicama (Pachyrhizus erosus)
- articsóka (Cynara cardunculus vagy Cynara scolymus)